# Gmina Albion (hrabstwo Butler)

Położenie Gminy Albion w hrabstwie Butler

Gmina Albion (ang. Albion Township) – gmina w USA, w stanie Iowa, w hrabstwie Butler. Według danych z 2000 roku gmina miała 2040 mieszkańców.